# راف (سمك)
راف الأوراسية المعروف أيضا باسم راف أو البابا هو نوع من الأسماك تعيش في المياه العذبة الموجودة في المناطق المعتدلة من أوروبا وشمال آسيا. تم إدخاله إلى البحيرات العظمى في أمريكا الشمالية، مع نتائج مؤسفة، كما ورد، لأنه غازي ويتكاثر بشكل أسرع من الأنواع الأخرى. أسماءها الشائعة غامضة - قد تشير كلمة «راف» إلى أي عضو محلي من جنسها جيمنوسيفالوس، والتي تنتمي ككل إلى أوراسيا.